# 8月10日
8月10日是阳历年的第222天（闰年是223天），离一年的结束还有143天。

## 大事记

### 19世紀以前
- 前612年：亚述最后一位君主辛·沙里施昆死于尼尼微，王国灭亡。
- 258年：羅馬的聖老楞佐在羅馬皇帝瓦勒良針對基督徒的迫害中殉道。
- 955年：匈牙利人入侵歐洲：鄂圖一世麾下的軍隊在今日德國奧格斯堡附近的萊希菲爾德之戰中取得勝利，阻止了馬札爾人對中歐的入侵。
- 991年：马尔登战役中，英格兰人在比尔特诺斯领导下抗击维京人入侵失败。
- 1519年：葡萄牙航海家斐迪南·麦哲伦率领船队离开西班牙塞维亚，开始环游世界航行。
- 1628年：瑞典海军战舰瓦萨号为了参与三十年战争而快速赶工，但在斯德哥尔摩展开首航不久便沉没。
- 1675年：英國倫敦格林威治建造的格林威治皇家天文台安放奠基石，往後則被定為本初子午線。
- 1792年：法國巴黎自治政府和國民自衛軍攻入杜樂麗宮並逮捕國王路易十六，最終導致波旁王朝瓦解。
- 1793年：法國政府決定將羅浮宮作為博物館向公眾開放，後來成為參觀人數最多的藝術博物館。

### 19世紀
- 1809年：厄瓜多尔宣布独立脱离西班牙长达三个世纪的殖民统治，但直到1822年才徹底擺脫西班牙控制。
- 1821年：儘管大部分領地位在北緯36.5°線以北，作為蓄奴州的密蘇里州根據妥協條件加入美國。
- 1844年：德國天文學家弗里德里希·威廉·貝塞爾透過測量天狼星的運動，推斷出天狼星這顆夜空中最亮的星星，有一個看不見的伴星。

### 20世紀
- 1904年：日俄戰爭：現代鋼鐵戰艦艦隊之間的第一次大規模對峙在黃海海戰發生。
- 1913年：塞尔维亚、希腊、罗马尼亚以及保加利亚在布加勒斯特签订和约，巴尔干战争结束。
- 1920年：奥斯曼帝国与协约国代表签署《色佛尔条约》，被迫承认第一次世界大战后的分裂安排。
- 1936年：中国共产党决定放弃红军称号，联蒋抗日。
- 1947年：中华民国在衡阳岳屏山举行了衡阳抗战纪念城命名奠基典礼。
- 1949年：藏传佛教十世班禅坐床典礼举行。
- 1990年：美國國家航空暨太空總署的麥哲倫號金星探測器在發射15個月後，成功到達金星軌道。
- 1991年：首次世界华商大会在新加坡举行。
- 1992年：中國深圳發生股災，没有买到新股抽签表的百万股民冲击市政府，史稱“8·10”事件。[1]
- 2000年：中国长距离游泳横渡名人張健下水开始橫渡渤海海峽。

### 21世紀
- 2007年：在大規模抗議即將拆卸皇后碼頭的行動中，香港高等法院駁回保留該地標的法律訴訟。
- 2008年：香港旺角嘉禾大廈五級大火。
- 2009年：香港鐵路有限公司西港島綫動工興建。
- 2010年：南極錄得最低温，為零下93.2攝氏度。
- 2011年：由瓦良格号改建的中国首艘航空母舰出海试航。
- 2016年：國際科學研究團隊宣布在IceCube微中子觀測站的實驗中認定惰性中微子極有可能不存在。
- 2018年：日本一架直升機懷疑撞山墜毀，造成7名機員死亡造成。[2]
- 2019年：颱風利奇馬在菲律賓造成嚴重水災後，又在中國浙江登陸，造成該省45人死亡。
- 2020年：香港警務處國家安全處以涉嫌違反《港區國安法》拘捕壹傳媒創辦人黎智英及其兩名兒子、四名壹傳媒高級管理人員及三名社運人士周庭，期間警方曾到壹傳媒位於將軍澳工業邨的總部大樓進行搜查。
- 2021年：香港教育專業人員協會宣告解散。

## 出生
- 前156年：汉武帝刘彻，西汉皇帝（前87年逝世）
- 787年：阿布·馬謝爾，波斯占星家（886年逝世）
- 1397年：阿爾布雷希特二世，匈牙利國王、克羅埃西亞國王（1439年逝世）
- 1507年：阿卡代爾特，法國作曲家（1568年逝世）
- 1729年：威廉·何奧，英國軍官、政治家（1814年逝世）
- 1810年：卡米洛·奔索，加富爾伯爵，義大利政治家，首任義大利王國首相（1861年逝世）
- 1819年：弗雷德里克·海恩斯，英國陸軍軍官（1909年逝世）
- 1865年：亚历山大·康斯坦丁诺维奇·格拉祖诺夫，俄羅斯作曲家、音樂教師、指揮家（1936年逝世）
- 1874年：安塔納斯·斯梅托納，立陶宛政治人物，第1、6任立陶宛總統（1944年逝世）
- 1874年：赫伯特·胡佛，美國政治人物，第31任美國总统（1964年逝世）
- 1878年：何高俊，香港醫生、教育家（1953年逝世）
- 1889年：查爾斯·達洛，美國桌遊設計師，地產大亨發明者（1967年逝世）
- 1893年：王助，中國航空工程師（1965年逝世）
- 1894年：瓦拉哈吉里·文卡塔·吉里，印度政治人物，第4任印度總統（1980年逝世）
- 1900年：王力，中國語言学家（1986年逝世）
- 1913年：沃尔夫冈·保罗，德國物理學家，離子阱的開發人之一，1989年諾貝爾物理學獎得主（1993年逝世）
- 1921年：尤奧扎斯·盧克沙，立陶宛反蘇游擊隊領袖（1951年逝世）
- 1926年：瑪麗-克萊爾·阿蘭，法國管風琴家（2013年逝世）
- 1928年：艾迪·费舍，美國歌手（2010年逝世）
- 1937年：容國團，中國男子乒乓球運動員（1968年逝世）
- 1937年：阿納托利·索布恰克，俄羅斯政治家，聖彼得堡市長（2000年逝世）
- 1937年：孫九林，中國資源學家（2023年逝世）
- 1943年：路易斯·布魯斯，美國化學家，2023年諾貝爾化學獎得主
- 1944年：吳揚明，被立王創始人（1995年逝世）
- 1944年：阿卜杜勒·拉蒂夫·拉希德，伊拉克政治人物，現任伊拉克總統
- 1947年：李豐楙，臺灣宗教學者
- 1947年：安华·依布拉欣，馬來西亞政治人物，現任馬來西亞首相
- 1951年：黃容根，香港政界人物
- 1951年：胡安·曼努埃爾·桑托斯，哥倫比亞經濟學家、政治人物，第32任哥倫比亞總統，2016年諾貝爾和平獎得主
- 1959年：吳香倫，香港女藝人
- 1960年：楊慶煌，台灣演員
- 1960年：張澍棠，香港演員
- 1960年：安東尼奧·班德拉斯，西班牙男演員、歌手
- 1962年：蘇珊·柯林斯，美國電視編劇、小說家
- 1971年：羅伊·基恩，愛爾蘭前足球運動員
- 1971年：盧卡·格達戈尼諾，義大利導演、製片人、編劇
- 1973年：查維·辛尼迪，阿根廷足球運動員
- 1973年：羅海琼，中國女演員
- 1974年：海法·曼蘇爾，沙特阿拉伯電影女導演
- 1978年：姚嘉妮，香港演員
- 1978年：亞城惠，日本聲優
- 1979年：黃雨瑟惠，韓國女演員
- 1980年：張芯，中國歌手
- 1980年：趙延慶，台灣藝人
- 1980年：須藤千晴，日本鋼琴演奏家
- 1981年：安倍夏美，日本歌手
- 1981年：陶菲克·希达亚特，印尼男子羽球運動員
- 1982年：戴文·青木，日本超級名模
- 1984年：速水茂虎道，日本演員
- 1985年：韓燕，中國模特兒
- 1985年：鶴龍力三郎，蒙古裔日本相撲力士，第71代橫綱
- 1986年：白石茉莉奈，日本AV女優
- 1987年：劉紀範，台灣藝人
- 1987年：赤崎千夏，日本女性聲優
- 1989年：成瀨心美，日本AV女優
- 1989年：超衰布萊恩，美國網路名人
- 1990年：李聖經，韓國女演員
- 1991年：阿布杜·馬丁，汶萊王子
- 1992年：門脇麥，日本演員
- 1992年：高雅星，韓國女演員
- 1992年：小泽亞李，日本女性聲優
- 1993年：中島裕翔，日本演員、歌手
- 1993年：申惠晶，韓國女子偶像團體AOA成員
- 1994年：金寶拉，韓國女子偶像團體Dreamcatcher成員
- 1995年：康寧，中國女演員
- 1997年：高筱貝，中國相聲演員
- 1997年：高月彩良，日本女演員
- 1997年：凱莉·珍娜，美國電視演員、模特兒、社交名媛
- 1998年：齋藤飛鳥，日本女子偶像團體乃木坂46成員
- 1998年：張睿恩，韓國女子偶像團體CLC成員
- 1998年：裴浩榮，韓國男子偶像團體VERIVERY成員
- 1998年：秦牛正威，中國女歌手、演員
- 1999年：賈·莫蘭特，美國職業籃球運動員
- 1999年：弗麗達·卡爾松，瑞典女子越野滑雪運動員
- 2000年：索菲亞·史密斯，美國女子足球員。
- 2003年：譚真一，香港男童星
- 2004年：漢東旼，韓國男子偶像團體BOYNEXTDOOR成員
- [生年不詳：乾夏寧，日本女性聲優

## 逝世
- 258年：羅馬的聖老楞佐，羅馬教會中最著名的聖人之一（225年出生）
- 1241年：布列塔尼的埃莉诺，英格兰公主（1184年出生）
- 1564年：三好長慶，日本戰國時代大名（1522年出生）
- 1590年：北條氏政，日本戰國時代大名（1538年出生）
- 1613年：可兒才藏，日本戰國時代至江戶時代武將（1554年出生）
- 1706年：費岳多，俄羅斯海軍將領、外交官（1650年出生）
- 1870年：朱爾·皮耶·杭布爾，法國昆蟲學家（1801年出生）
- 1885年：詹姆斯·W·馬歇爾，美國木匠，因發現砂金而引發加利福尼亞淘金潮（1810年出生）
- 1945年：羅伯特·戈達德，美國物理學家、發明家，液體火箭的發明者（1882年出生）
- 1969年：小泉纯也，日本政治家、小泉純一郎的父亲（1904年出生）
- 1988年：清水幾太郎，日本社會學者、評論家（1907年出生）
- 2002年：克利斯登·奈加特，挪威計算機科學家、社會活動家（1926年出生）
- 2005年：高齐云，中国哲学家（1933年出生）
- 2008年：蕭永方，因撲救香港旺角嘉禾大廈大火殉職的消防處消防隊員（1962年出生）
- 2008年：陳兆龍，因撲救香港旺角嘉禾大廈大火殉職的消防處消防員（1983年出生）
- 2010年：阿蘭·科爾諾，法國電影導演、作家（1943年出生）
- 2013年：利國偉，香港銀行家、政治人物、教育家（1918年出生）
- 2013年：曾亚英，马来西亚国会议员（1955年出生）
- 2015年：王潔曦，中國女演員（1989年出生）
- 2015年：歐敬祿，香港高等法院原訟庭按察司（1925年出生）
- 2019年：巫宁坤，中国翻译家（1920年出生）
- 2021年：愛德華·馬丁內斯-索馬洛，西班牙籍天主教司鐸級樞機（1927年出生）
- 2022年：段義孚，華裔美國地理學家（1930年出生）
- 2022年：韋薩-馬蒂·洛伊里，芬蘭男演員、音樂家、喜劇演員（1945年出生）
- 2025年：釜本邦茂，日本職業足球運動員、教練、政治人物（1944年出生）

## 节假日和习俗
- 世界獅子日
- 國際生物柴油日
- 國際懶惰日
- 天主教會：羅馬的聖老楞佐慶節
- 野獸之日
- ：独立日
- 阿根廷：空軍日